# Leptodactylus magistris
Leptodactylus magistris é uma espécie de anfíbio  da família Leptodactylidae.
É endémica da Venezuela.
Os seus habitats naturais são: regiões subtropicais ou tropicais húmidas de alta altitude, rios, marismas de água doce e marismas intermitentes de água doce.
Está ameaçada por perda de habitat.